# Durach
Durach (ⓘ) ist eine Gemeinde im schwäbischen Landkreis Oberallgäu in Bayern.
Zur Gemeinde gehören auch die Einzelhöfe und Weiler vor dem Kempter Wald, der modernere Gemeindeteil Weidach sowie das stärker bäuerlich geprägte Bergdorf Bodelsberg (auf 900 m).
Vermutlich ist Durach – früher Duraha – keltischen Ursprungs und bedeutet „hindurchfließende Ach“.

## Geographie
Durach liegt an der ehemaligen Bundesstraße 309 (jetzt Staatsstraße 2520), der Außerfernbahn und der Bundesautobahn 7.

### Lage
Der Ort Durach wird von dem gleichnamigen Nebenfluss der Iller, der Durach, durchflossen. Der Hauptort liegt vier Kilometer südlich von Kempten (Allgäu).
Die Höhenlage reicht von 684 m ü. NHN an der Mündung der Durach in die Iller bis 964 m ü. NHN bei Bodelsberg.

### Gemeindegliederung
Durach hat 27 Gemeindeteile (in Klammern ist der Siedlungstyp angegeben):
- Bachtel (Weiler)
- Bäuerlings (Weiler)
- Bechen (Dorf)
- Bodelsberg (Pfarrdorf)
- Bubenberg (Weiler)
- Burg (Einöde)
- Dorfberg (Einöde)
- Durach (Pfarrdorf)
- Dürrenberg (Weiler)
- Fahls (Weiler)
- Felben (Einöde)
- Feuerschwenden (Weiler)
- Freitags (Einöde)
- Furtenbach (Weiler)
- Halde (Weiler)
- Heberlings (Dorf)
- Heidach (Einöde)
- Hermannsberg (Weiler)
- Laufen (Weiler)
- Linggen (Weiler)
- Miesenbach (Dorf)
- Oberhof (Weiler)
- Oberkottern (Pfarrdorf)
- Rothen (Dorf)
- Straßösch (Dorf)
- Weidach (Dorf)
- Wenglings (Einöde)

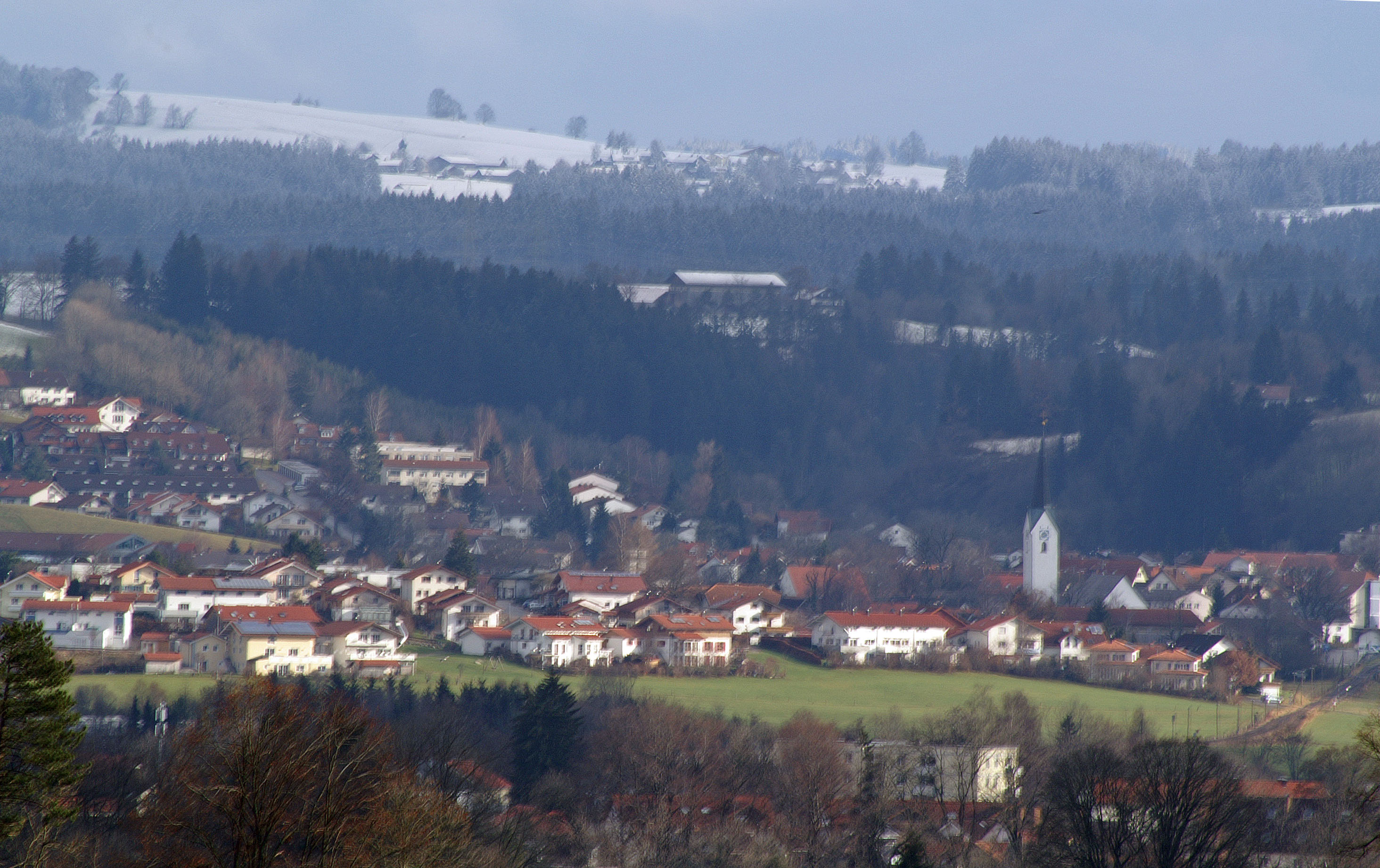
Durach von Westen
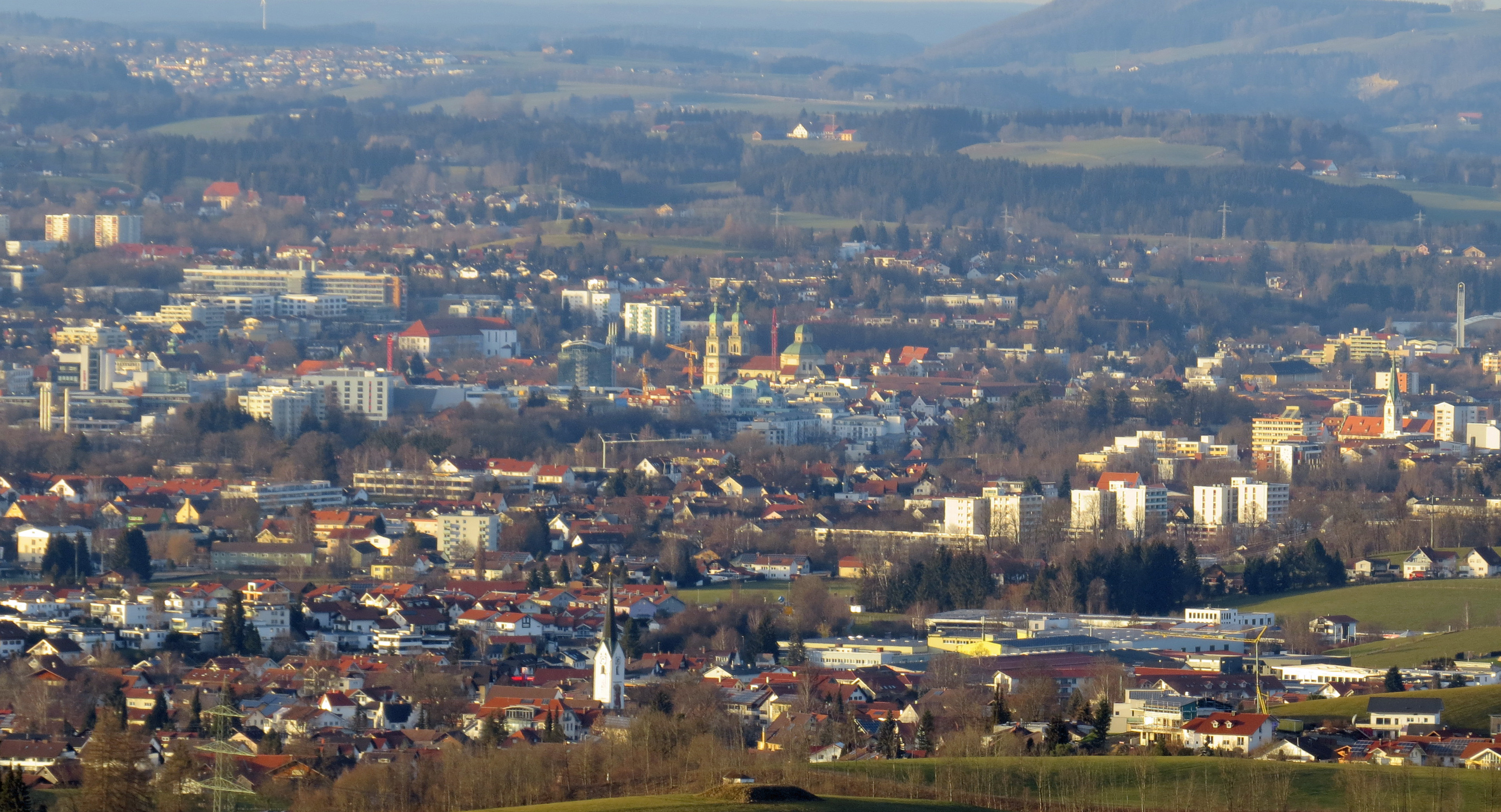
Durach im Vordergrund und Kempten von Südosten
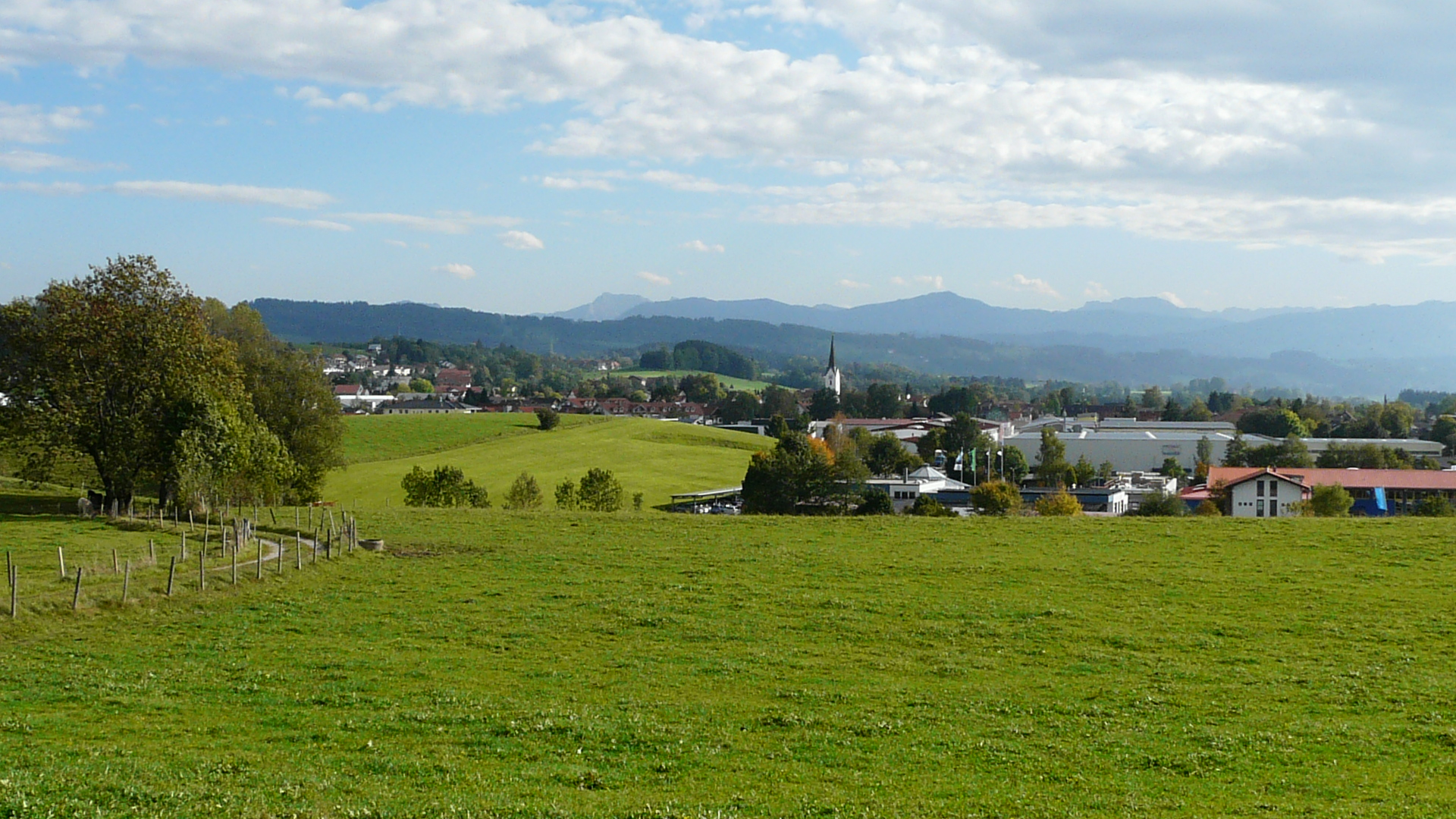
Durach von Norden
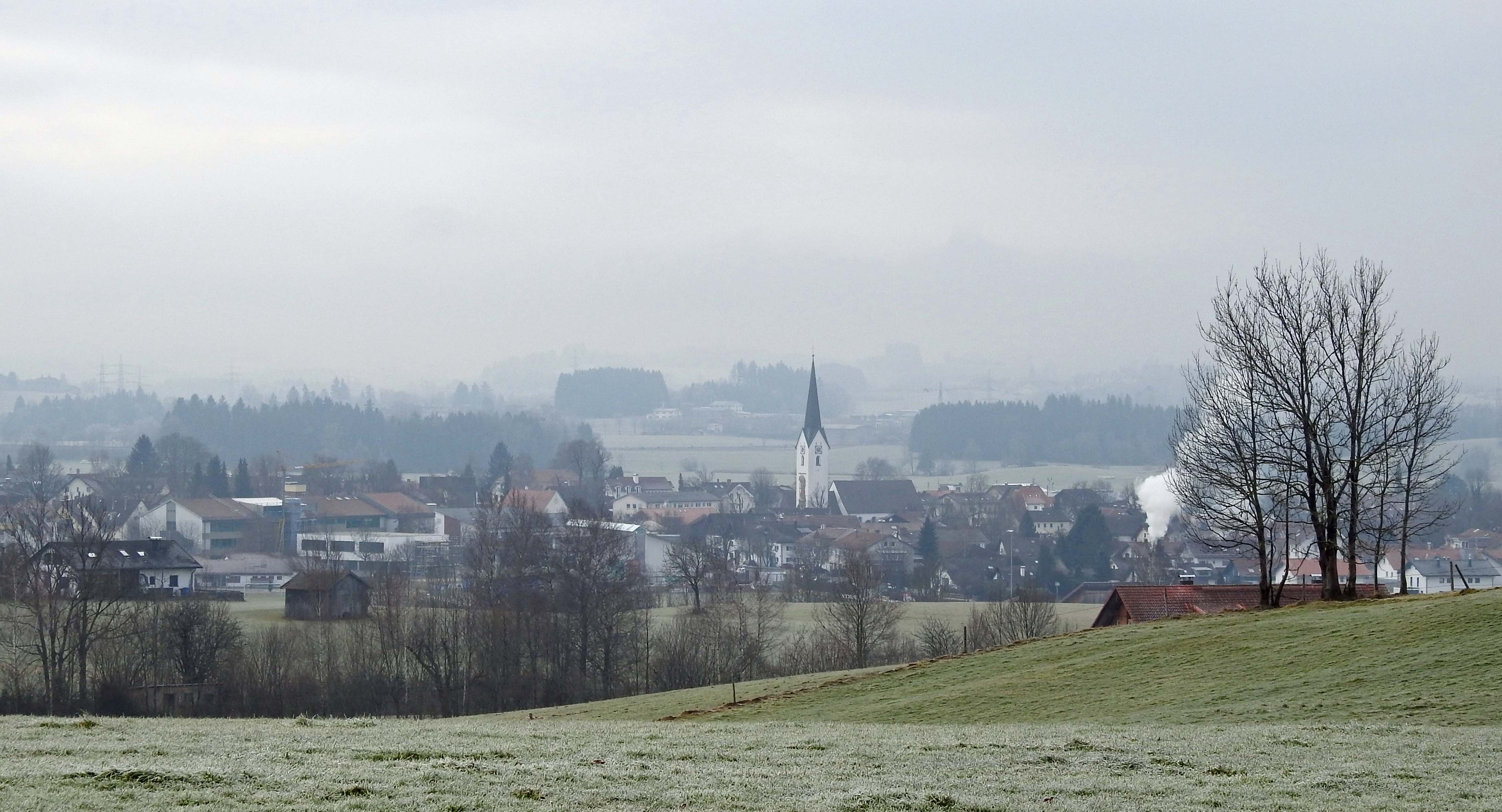
Durach von Nordosten

## Geschichte
Bereits im 1. Jahrhundert nach Christus führten die Römer eine Straße durch heutiges Duracher Gebiet und errichteten hier auch eine kleine Siedlung. Im Jahre 752 erfolgte die Gründung des Stiftes Kempten, mehr als ein Jahrtausend gehörte Durach bis zur Säkularisation von 1803 zu dessen Herrschaftsbereich.
Der „Ort Durach“ wurde erstmals 1170 urkundlich erwähnt. Etwa um 1300 wird ein Niedergericht errichtet, vermutlich stammt die Dorflinde aus dieser Zeit. Friedrich III. erneuerte 1455 diese Niedergerichtsbarkeit durch einen kaiserlichen Erlass. Im Jahre 1525 ließ Georg Truchsess von Waldburg 18 Bauernführer auf einer Anhöhe in Durach hinrichten und beendete damit den oberschwäbischen Bauernkrieg.
Im Jahre 1527 wurde Durach erstmals eine selbständige Pfarrei. Die Pest wütete zur Zeit des Dreißigjährigen Krieges zwischen 1628 und 1635 auch in Durach, die Einwohnerzahl sank dadurch auf etwa 100 bis 300 Personen. Im Königreich Bayern wurde Durach infolge des Gemeindeedikts von 1818 eine selbständige Gemeinde.
Im Jahre 1895 wurde die Bahnstrecke Kempten–Pfronten (Außerfernbahn) mit einem Bahnhof in Durach gebaut. Diese Bahnlinie führte bis ins benachbarte Tirol.
Zwischen 1943 und 1945 befand sich im Ortsteil Weidach der Gemeinde das Außenlager Kottern-Weidach, ein Außenlager des Konzentrationslagers Dachau.
Bei der Gebietsreform 1972 blieb Durach eine eigenständige Gemeinde, obwohl in den 1930er und 1940er Jahren seitens Kempten Bemühungen bestanden, Durach einzugemeinden.
Zwischen 1988 und 2018 wuchs die Gemeinde von 5448 auf 7202 um 1754 Einwohner bzw. um 32,2 %.

## Politik

### Gemeinderat
Die Kommunalwahlen seit 2008 führten zu folgenden Ergebnissen:
| Partei                | 2020 | 2020  | 2014  | 2014  | 2008  |
| Partei                | %    | Sitze | %     | Sitze | Sitze |
| --------------------- | ---- | ----- | ----- | ----- | ----- |
| CSU                   | 39,3 | 8     | 41,98 | 8     | 11    |
| FW                    | 27,9 | 5     | 27,63 | 6     | 5     |
| BÜNDNIS 90/DIE GRÜNEN | 24,3 | 5     | 17,15 | 3     | 2     |
| SPD                   | 8,4  | 2     | 13,25 | 3     | 2     |

### Bürgermeister
Zum Ersten Bürgermeister wurde 2014 Gerhard Hock mit 65,8 % der gültigen Stimmen gewählt und 2020 mit 58,9 % der Stimmen im Amt bestätigt.

### Wappen
| Wappen von Durach | Blasonierung: „Geviert; 1: Rot, 2: in Silber ein roter Torturm, 3: Blau, 4: in Gold ein schräger blauer Wellenbalken.“ |
| Wappen von Durach | Wappenbegründung: Seit 1455 gehörte Durach zu den Gemeinden bzw. Niedergerichten in der Grafschaft Kempten, die von Fürstabt Sebastian von Breitenstein (1522 bis 1535) ein wappenähnliches Zeichen verliehen bekamen. In einer Federskizze von 1561 ist dieses Zeichen überliefert. Im Lauf der Jahre geriet es allerdings in Vergessenheit. Als die Gemeinde 1951 ein Wappen annehmen wollte, erinnerte das Hauptstaatsarchiv an dieses alte Zeichen. Das alte Wahrzeichen erhielt die Gemeinde vermutlich von Fürstabt Sebastian von Breitenstein (1522 bis 1535). Die Farben Rot und Blau stellen die Landesherrschaft des Fürststifts Kempten dar. Der Torturm weist auf die Burg Neuenburg auf einer Anhöhe in der Illerschleife hin, die auch Neusulzberg genannt wird. Der Bach steht redend für den zweiten Teil des Ortsnamens. Dieses Wappen wird seit 1951 geführt. |

### Gemeindepartnerschaften
Die drei Partnergemeinden Durachs sind Saint-Michel (Charente) in der französischen Region Nouvelle-Aquitaine (seit 1981), Faver, seit 2016 Bestandteil der neu geschaffenen italienischen Gemeinde Altavalle in der Region Trentino-Südtirol (seit 1986) und Pivka in Slowenien (seit 2000).

## Freizeit

### Landschaft
Die Landschaft mit den klimatischen Reizen der Höhenlage zwischen 660 und 936 Metern und vielen Naturschönheiten bietet zur Freizeitgestaltung ein vielfältiges Betätigungsfeld. Wanderungen im Bachteltobel der Durach z. B. zur Burg Neuenburg und in der Weite des Kempter Waldes sind möglich.

### Sulzberger See
Zwei Kilometer südlich vom Ort liegt im Gebiet des Marktes Sulzberg der Sulzberger See (Öschlesee). Dort findet man neben einem Strandbad auch freie Bademöglichkeiten und Liegewiesen zur Erholung. Der Sulzberger See ist, wie viele andere Seen im Oberallgäu auch, ein Toteissee, der aus einem liegengebliebenen großen Stück Gletschereis nach dem raschen Eiszerfall im ausgehenden Glazial langsam ausschmolz, während die Schmelzwässer des Illergletschers ihn ringsum mit Schotter umrahmten.

### Flugplatz

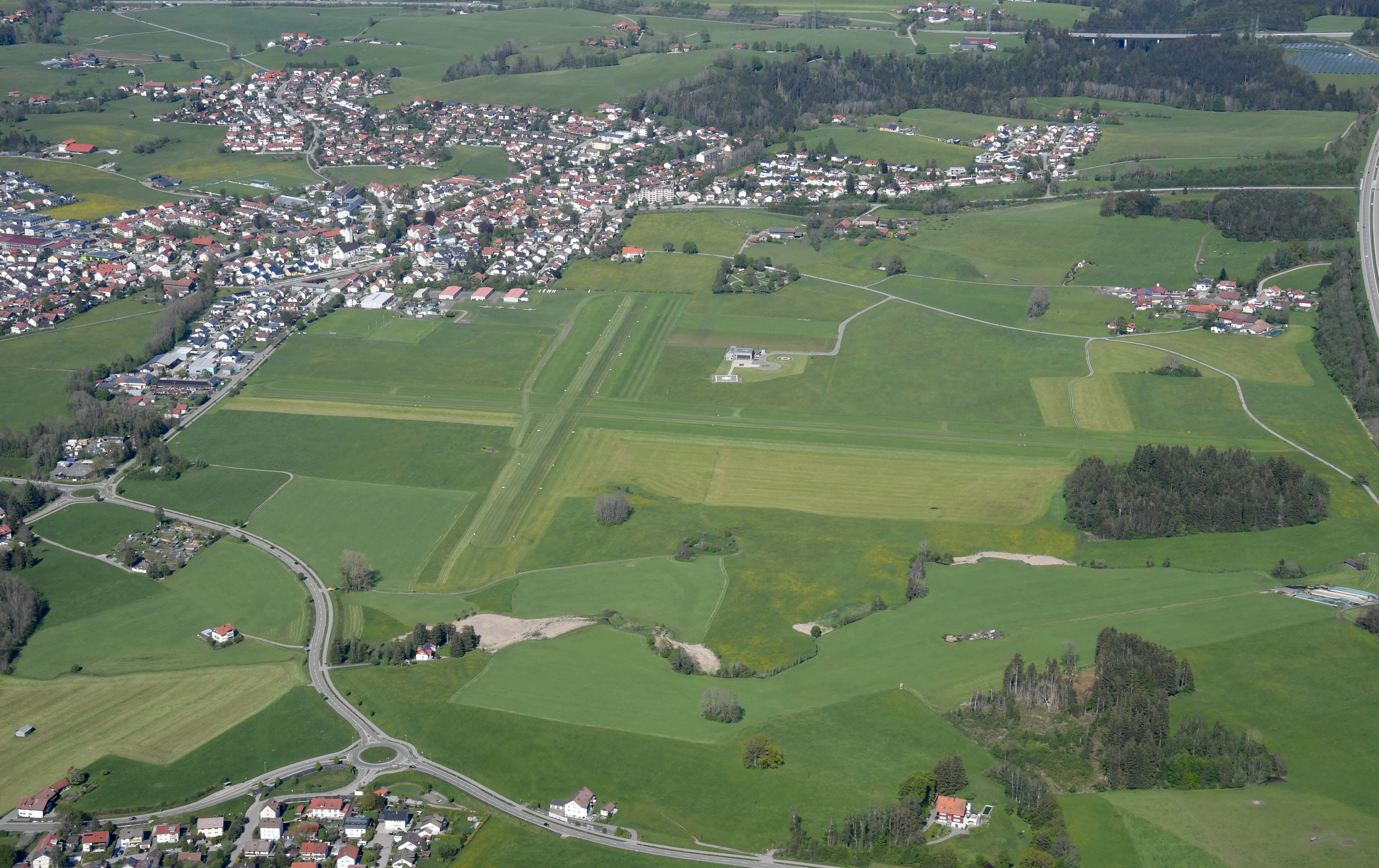
Flugplatz Kempten-Durach

Der höchste Verkehrslandeplatz Deutschlands, der Flugplatz Kempten-Durach, verfügt über zwei Graspisten (Längen: 850 m und 900 m).
Auf dem Flugplatz wurden Szenen des Films Quax, der Bruchpilot mit Heinz Rühmann in der Titelrolle gedreht.

## Wirtschaft
Zur eher geruhsamen Tourismusindustrie gesellt sich in jüngster Zeit eine Teilhabe am Solarboom. Die zur Centrosolar-Gruppe gehörende Solarstocc AG hat hier ihren Hauptsitz.
Durch die gute Verkehrsanbindung der Gemeinde an die Bundesautobahn 7 die, Bundesautobahn 980 sowie die Bundesstraße 12 und die Nähe zu Kempten und den Allgäuer Alpen, haben sich viele Unternehmen hier niedergelassen. So haben Logistikunternehmen wie Noerpel oder Lebert hier Zweigstellen. Neben zahlreichen kleinen mittelständischen Handwerksbetrieben hat auch die Oberall Bau GmbH, hier ihren Sitz, die Landbäckerei Sinz, mit über 10 Filialen im gesamten Ober- und Ostallgäu, kommt ebenfalls aus Durach und gehört zur Lebensmittelkette Feneberg aus Kempten.
Auch produzierendes Gewerbe ist in Durach angesiedelt. Die PPS Pfennig Reinigungstechnik GmbH entwickelt, produziert und vertreibt Reinigungssysteme für die Reinigung in Kliniken, Industrie- oder öffentlichen Gebäuden. Seit 2016 wird auch Solidarische Landwirtschaft betrieben.

## Persönlichkeiten
- Johann Baptist Kuhn (1810–1871), Maler, Lithograf und Unternehmer, in Durach geboren
- Lisa Brennauer (* 1988), Radrennfahrerin, aufgewachsen in Durach und lebt dort
- Benno Brandis (* 2006), Skirennläufer, in Durach aufgewachsen

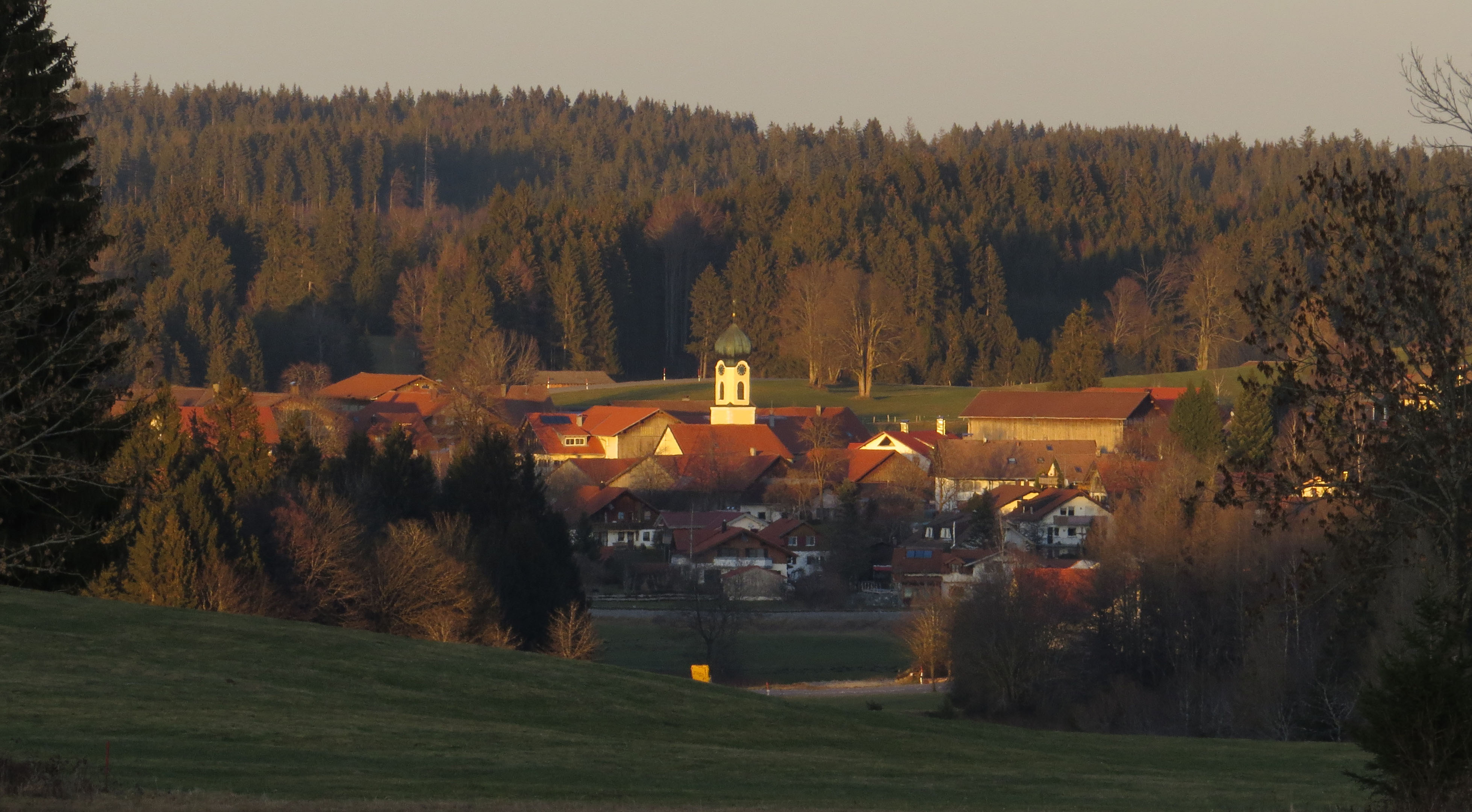
Bodelsberg von Südwesten
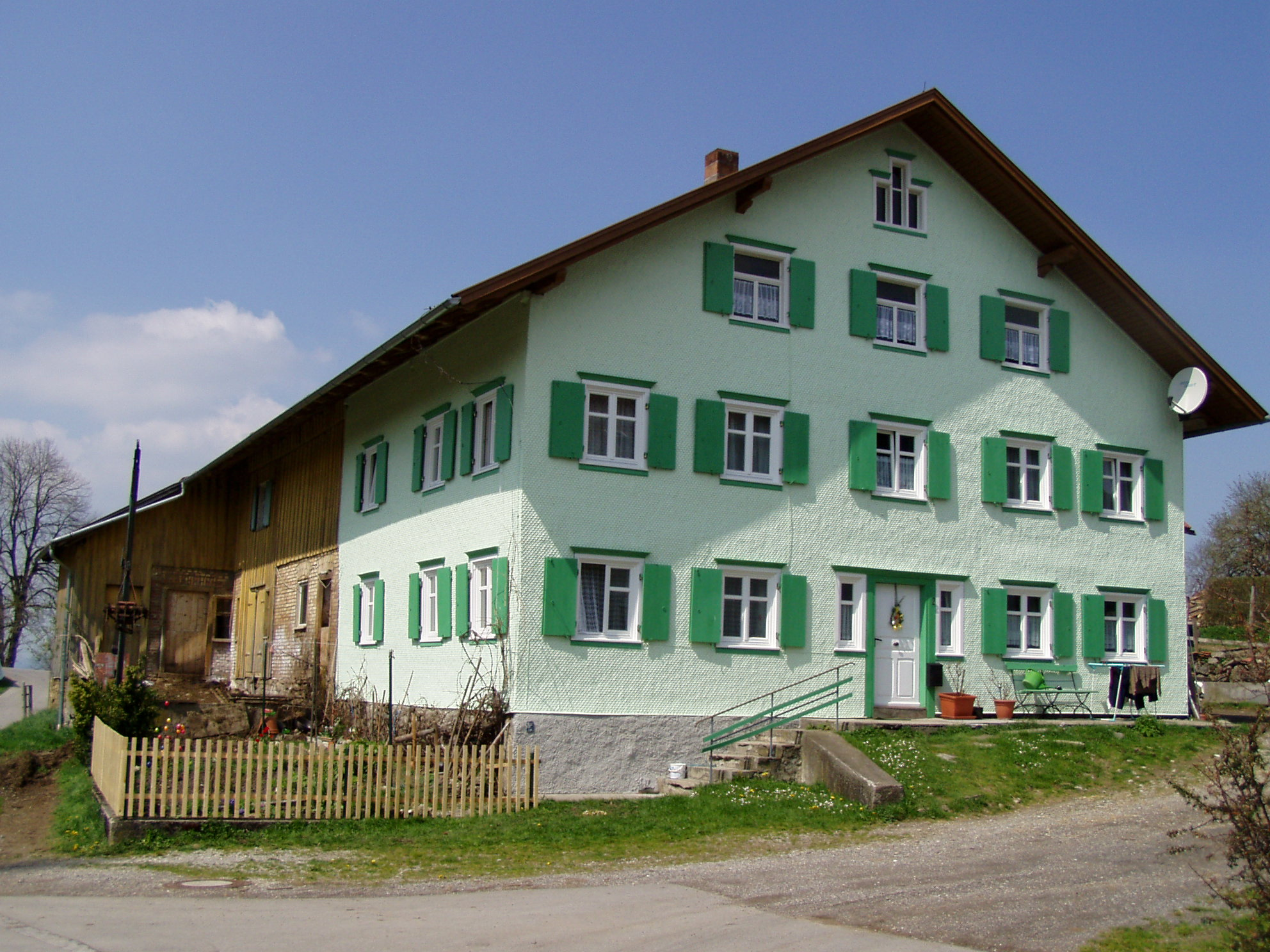
Bauernhaus in Bodelsberg
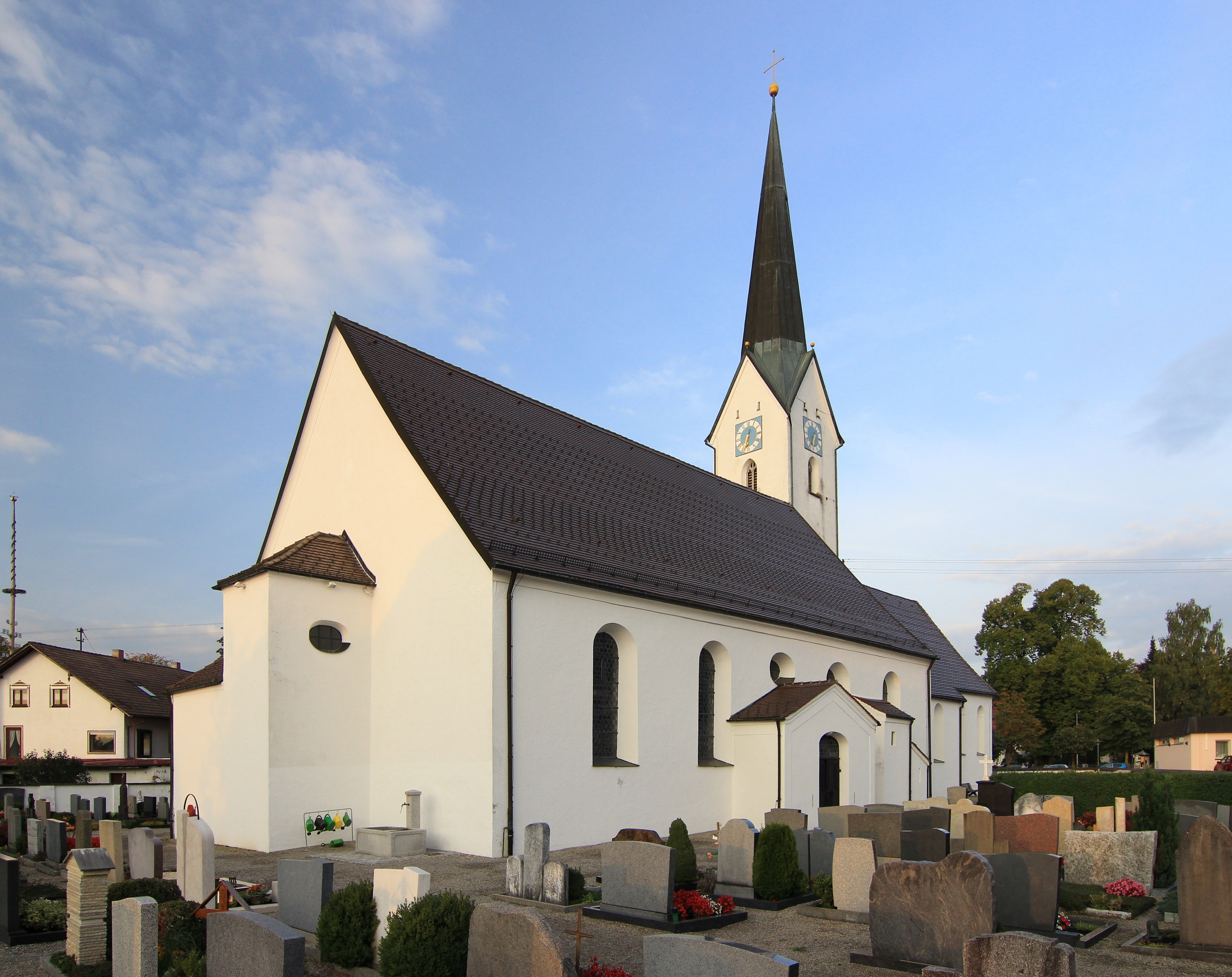
Kirche Heilig Geist in Durach
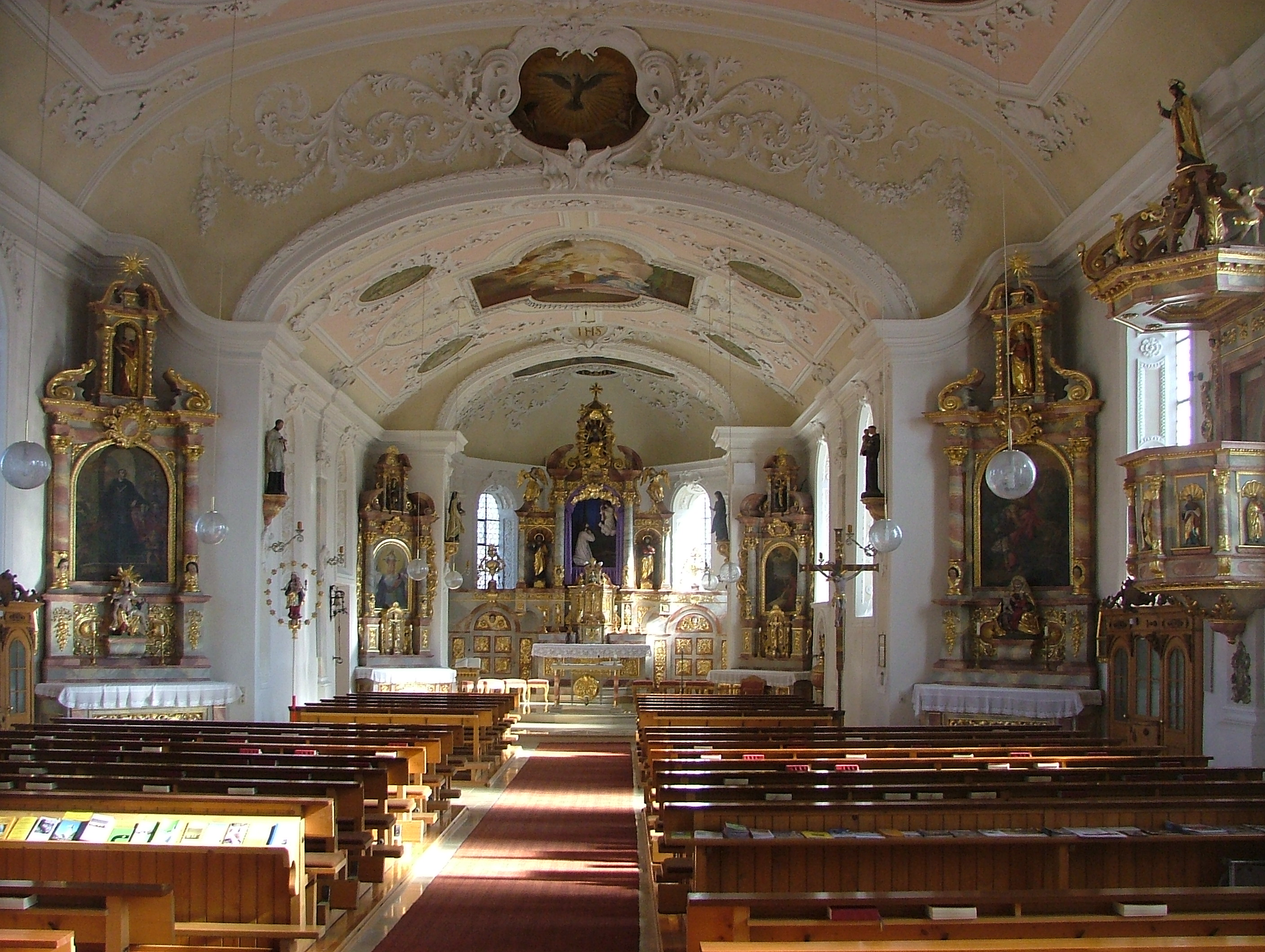
Kirche Heilig Geist innen
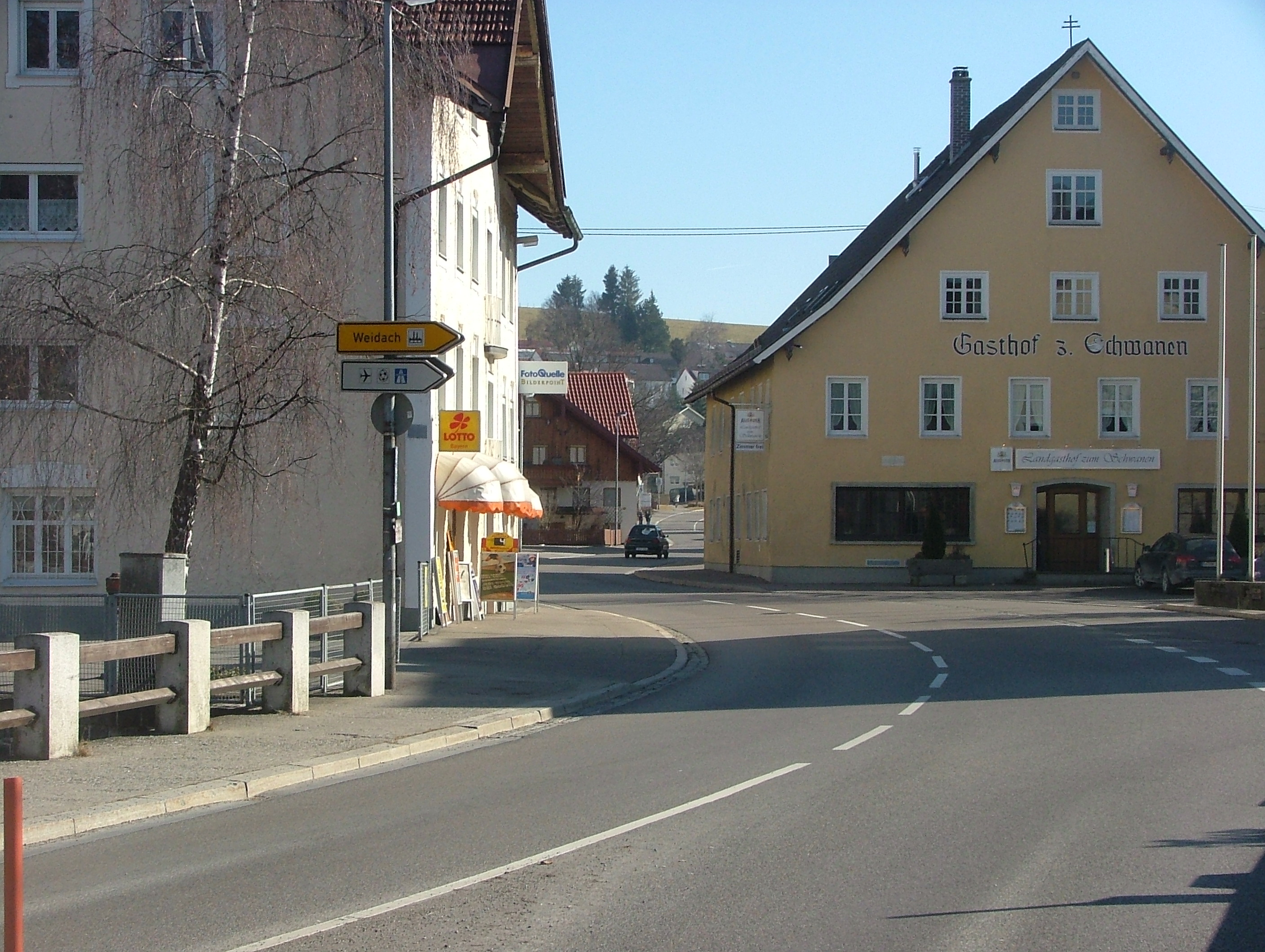
Füssener Straße